# Sweet November (film fra 2001)
Denne artikel er filmen fra 2001, for artiklen om 1968-versionen, se Sweet November (film fra 1968).
Sweet November er et amerikansk kærlighedsdrama fra 2001 med Keanu Reeves og Charlize Theron i hovedrollerne. Filmen er en genindspilning fra 1968 og er skrevet af Herman Raucher. Trods få dårlige anmeldelser fra kritikerne, blev filmen nomineret til "Worst Remake or Sequel" og både Reeves og Theron blev nomineret til "Worst Actor" og "Worst Actress" (respektive) ved den årlige Golden Raspberry Award i 2001.

## Handling
Nelson Moss (Reeves) er typisk forretningsmand, der har viet sit liv til sin karriere. Han møder Sara (Theron), en kvinde, som er meget forskellig fra nogen han tidligere har mødt. Hans arrogance og irritation fører til at hun dumper en meget vigtig prøve, og hun beslutter at opspore ham og tage hævn for hvad han har gjort. Hun finder ham og får ham overtalt til at tilbringe en måned sammen med hende, med det løfte om at hun vil forandre hans liv.  
Tiden der kommer i løbet af november oplever de to adskillige brud. Nelson kommer til at tænke over sin sit liv og fortid og han bliver venner med et faderløst barn, Abner (Aiken). Til sidst indser Nelson, at han er dybt forelsket i Sara og han frier til hende. Dette sætter gang i en masse, som afslører at Sara lider af kræft, og fordi hun ikke kan bære at skulle trække Nelson igennem, hvordan hendes helbred bliver værre og måske død, beder hun ham om at forlade hende. Nelson gør som hun beder om – i et stykke tid i hvert fald, inden han en dag overrasker hende ved at vende tilbage på Thanksgiving. 
Hvad ser ud til at blive den perfekte genforening, bliver ødelagt, da Sara den næste morgen igen beder Nelson, om at forlade hende. Sara forsøger at løbe væk, men Nelson indhenter hende. Til sidst ender de sammen i en tårefyldt scene, hvori Sara beder Nelson om at forlade hende, så han altid vil kun vil have glade og stærke minder om hende. Hun forklarer bagefter, at hun har brug for at vide, at hun vil blive husket på en god måde, når tiden er inde til at hun skal dø. Filmen slutter med at Sara binder et klæde om Nelson øjne (noget, som de gjorde tidligere på måneden) og går så sin vej. 

## Skuespillere
- Keanu Reeves som Nelson Moss
- Charlize Theron som Sara Deever
- Jason Isaacs som Chaz
- Greg Germann som Vince
- Lauren Graham som Angelica
- Liam Aiken som Abner
- Frank Langella som Edgar Price
- Michael Rosenbaum som Brandon/Brandy

## Eksterne links
- Sweet November på Internet Movie Database (engelsk)
- Sweet November på Filmdatabasen
- Sweet November på Scope
- Sweet November i Svensk Filmdatabas (svensk)
- Sweet November på AlloCiné (fransk)
- Sweet November på MovieMeter (nederlandsk)
- Sweet November på AllMovie (engelsk)
- Sweet November hos American Film Institute (engelsk)
- Sweet November på Turner Classic Movies (engelsk)
- Sweet November på The Movie Database (engelsk)